# Crypturellus boucardi
Crypturellus boucardi е вид птица от семейство Тинамуви (Tinamidae).

## Разпространение
Видът е разпространен в Белиз, Гватемала, Колумбия, Коста Рика, Мексико, Никарагуа и Хондурас.